# Maria Pajerska
Maria Pajerska ps. „Hanka”, „Maryna”, „Marynka”, „Janeczka” (ur. 11 lipca 1913 w Nowym Targu, zm. 12 sierpnia 1942 w Warszawie) – polska nauczycielka, podczas II wojny światowej członkini ZWZ–AK, kurierka.

## Życiorys
Urodziła się 11 lipca 1913 w Nowym Targu. Ukończyła naukę w Państwowym Gimnazjum im. Seweryna Goszczyńskiego w Nowym Targu. Została absolwentką Seminarium Nauczycielskiego w Warszawie. Z zawodu była nauczycielką i przed 1939 pracowała w prywatnym gimnazjum w Warszawie, m.in. w latach 1938–1940 była nauczycielką młodszych klas w Gimnazjum Władysława Giżyckiego.
Po wybuchu II wojny światowej w 1939 będąc członkinią Przysposobienia Wojskowego Kobiet brała udział w obronie Warszawy. Pod koniec 1939 powróciła do Nowego Targu.

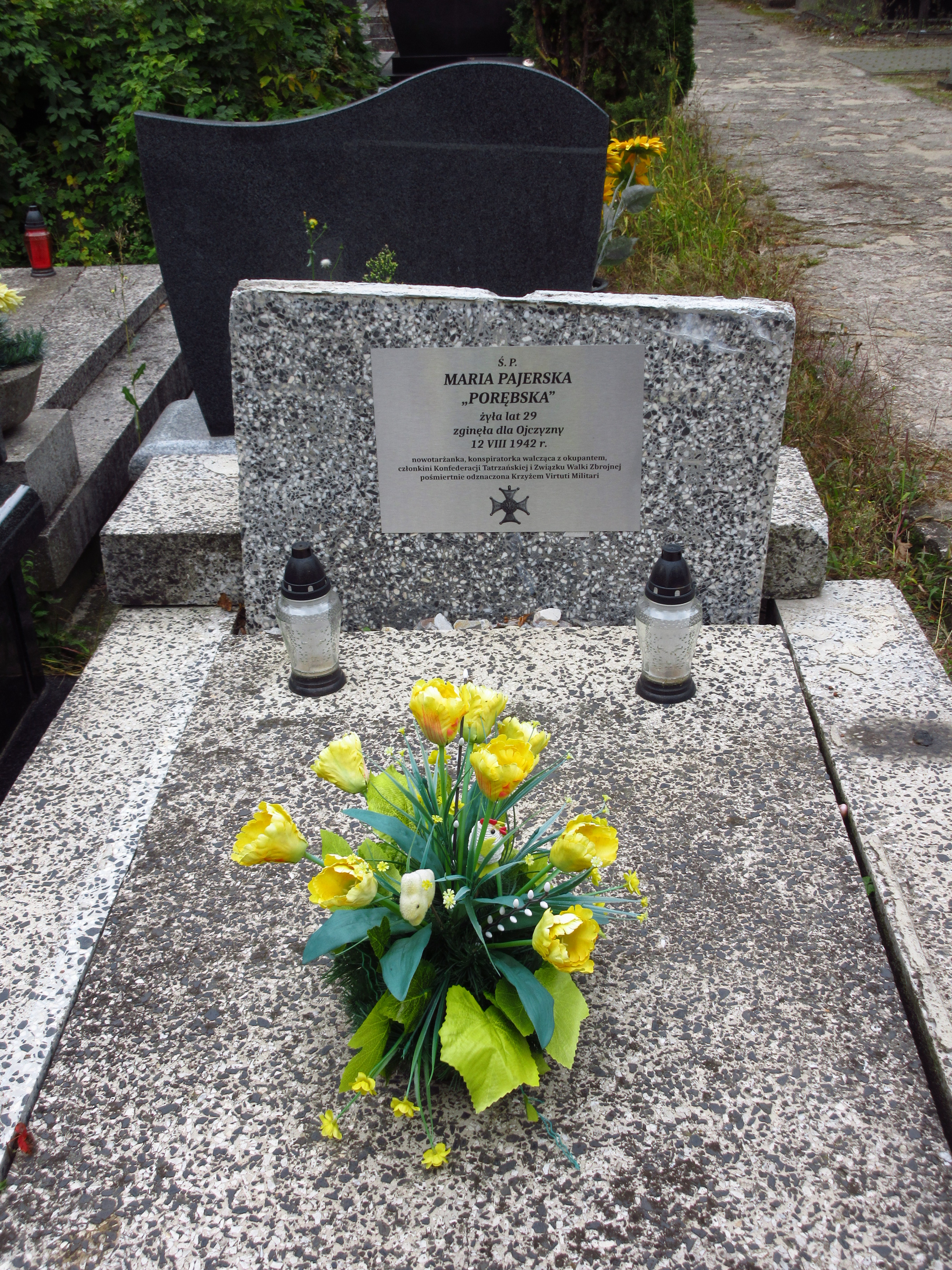
Grób Marii Pajerskiej na Cmentarzu Bródnowskim.

Przystąpiła do Związku Walki Zbrojnej. Po wezwaniu do Krakowa 21 lipca 1940 uczestniczyła tam w naradzie, gdzie kpt. Adam Smulikowski ps. „Kotwicz” poinformował o utworzeniu jednolitego odcinka kuriersko-przerzutowego „Południe”, w ramach którego istniały cztery pododcinki o kryptonimach od imion żeńskich: „Teresa” (Nowy Targ), „Sabina” (Nowy Sącz), „Kazimiera” (Jasło), „Bronisława” (Sanok). Od tego czasu została kierowniczką pododcinka „Teresa” z siedzibą w Nowym Targu. Funkcję pełniła do czerwca 1941. Używała pseudonimów „Hanka”, „Marynka”, „Janeczka” oraz przybranego nazwiska Teresa Porębska. Sama także przechodziła na trasie transgranicznej przez Zakopane do Budapesztu jako kurierka. Brała udział w akcjach bojowych.
Po „wsypie” w Krakowie i bezpośrednim zagrożeniu aresztowaniem została przeniesiona służbowo do Warszawy. Przydzielona do sztabu „Skrzydeł” i działała przy przejmowaniu zrzutów lotniczych. Po przekształceniu ZWZ od lutego 1942 działała w Armii Krajowej. Na wiosnę 1942 jej konspiracyjna działalność została wykryta przez gestapo. Rankiem 12 sierpnia 1942 została zaskoczona wtargnięciem Niemców w swym mieszkaniu przy ulicy Zakręt 1 na warszawskiej Sadybie. Aresztowana, już po ubraniu się i przed wyjściem w obstawie, pozorując konieczność uczesania się zażyła truciznę (cyjanek) popełniając samobójstwo. Została pochowana na Cmentarzu Bródnowskim (kwatera 37F-4) i podpisana pseudonimem „Teresa”.

## Upamiętnienie
Pośmiertnie została odznaczona Krzyżem Srebrnym Orderu Wojennego Virtuti Militari.
Została wymieniona na tablicy upamiętniającej wychowanków-ofiary wojny, ustanowionej w macierzystym I Liceum Ogólnokształcącym im. Seweryna Goszczyńskiego w Nowym Targu.
Uchwałą Miasta Nowy Targ z 20 listopada 2017 ulica Wojsk Ochrony Pogranicza została przemianowana na ulicę Marii Pajerskiej.